# Liang Rui
Liang Rui (Contea di Min, 18 giugno 1994) è una marciatrice cinese, vincitrice della medaglia d'oro nella 50 km ai Mondiali di Doha 2019.

## Palmarès
| Anno | Manifestazione | Sede | Evento       | Risultato | Tempo    | Note |
| ---- | -------------- | ---- | ------------ | --------- | -------- | ---- |
| 2019 | Mondiali       | Doha | Marcia 50 km | Oro       | 4h23'26" |      |